# Ozraptor subotaii
L'ozraptor (Ozraptor subotaii) è un dinosauro carnivoro appartenente ai ceratosauri. Visse nel Giurassico medio (Bajociano, circa 170 milioni di anni fa) e i suoi resti sono stati ritrovati in Australia.

## Classificazione
Descritto per la prima volta da Long e Molnar nel 1998, questo dinosauro è noto solo per la parte terminale di una tibia. Quest'unico osso, tuttavia, possiede caratteristiche tali da permettere la distinzione a livello generico di questo animale, a causa della forma allungata dei condili che si articolavano con le ossa della caviglia. Il fossile fu dapprima ritenuto appartenere a una tartaruga, ed è stato ritrovato nei pressi di una ferrovia vicino a Geraldton, nell'Australia Occidentale. È il primo dinosauro ad essere rinvenuto in Australia Occidentale, e il primo teropode giurassico del continente.
Si suppone che questo dinosauro fosse un veloce predatore lungo circa 2-3 metri; inizialmente fu attribuito ai tetanuri (basandosi su presunte affinità con i dromeosauridi) ma un riesame dei resti ha collocato Ozraptor fra i ceratosauri, un gruppo più antico di teropodi; Ozraptor potrebbe addirittura rappresentare il più antico resto attribuito agli abelisauroidi, i ceratosauri che dominarono i continenti meridionali nel corso del Cretaceo.

## Significato del nome
Il nome generico Ozraptor significa "ladro australiano", con riferimento alla natura predatoria dell'animale e all'abbreviazione colloquiale "Oz" per "Australia". L'epiteto specifico, subotaii, si riferisce a un personaggio fittizio della saga di Conan il Barbaro, il veloce ladro Subotai.